# Turkmenistan
Turkmenistan (tiếng Turkmen: Türkmenistan/Түркменистан/تۆركمنيستآن, phát âm [tyɾkmeniˈθːtaːn]; tiếng Nga: Туркмения (Turkmeniya), phiên âm tiếng Việt: Tuốc-mê-ni-xtan) là một quốc gia tại Trung Á. Tên "Turkmenistan" bắt nguồn từ tiếng Ba Tư, có nghĩa "nước của người Turkmen". Nước này giáp với Afghanistan về phía đông nam, Iran về phía tây nam, Uzbekistan về phía đông bắc, Kazakhstan về phía tây bắc, và biển Caspi về phía tây. 87% dân số Turkmenistan là tín đồ Hồi giáo trong đó phần lớn là người Turkmen.
Turkmenistan đã là cái nôi của các nền văn minh trong nhiều thế kỷ. Vào thời trung cổ, Merv là một trong những thành phố lớn của thế giới Hồi giáo và là điểm dừng chân quan trọng trên con đường tơ lụa, một tuyến đường caravan được sử dụng để giao thương với Trung Quốc cho đến giữa thế kỷ 15. Năm 1925, Turkmenistan trở thành một nước cộng hòa cấu thành của Liên Xô, Cộng hòa xã hội chủ nghĩa Xô viết Turkmenia; nó giành được độc lập sau khi Liên Xô tan rã năm 1991.
Tuy có vùng phong phú về tài nguyên, phần nhiều nước này là sa mạc Karakum (sa mạc Cát Đen). Turkmenistan có hệ thống đơn đảng và nguyên thủ hiện tại là Tổng thống Serdar Berdimuhamedow. Nền kinh tế Turkmenistan chủ yếu dựa vào xuất khẩu bông, dầu và khí đốt.

## Phân chia hành chính

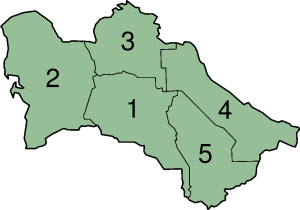
Tỉnh Turkmenistan

## Địa lý

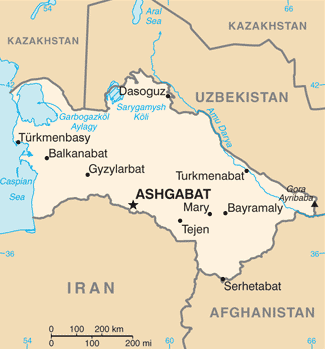
Bản đồ Turkmenistan

## Nhân khẩu

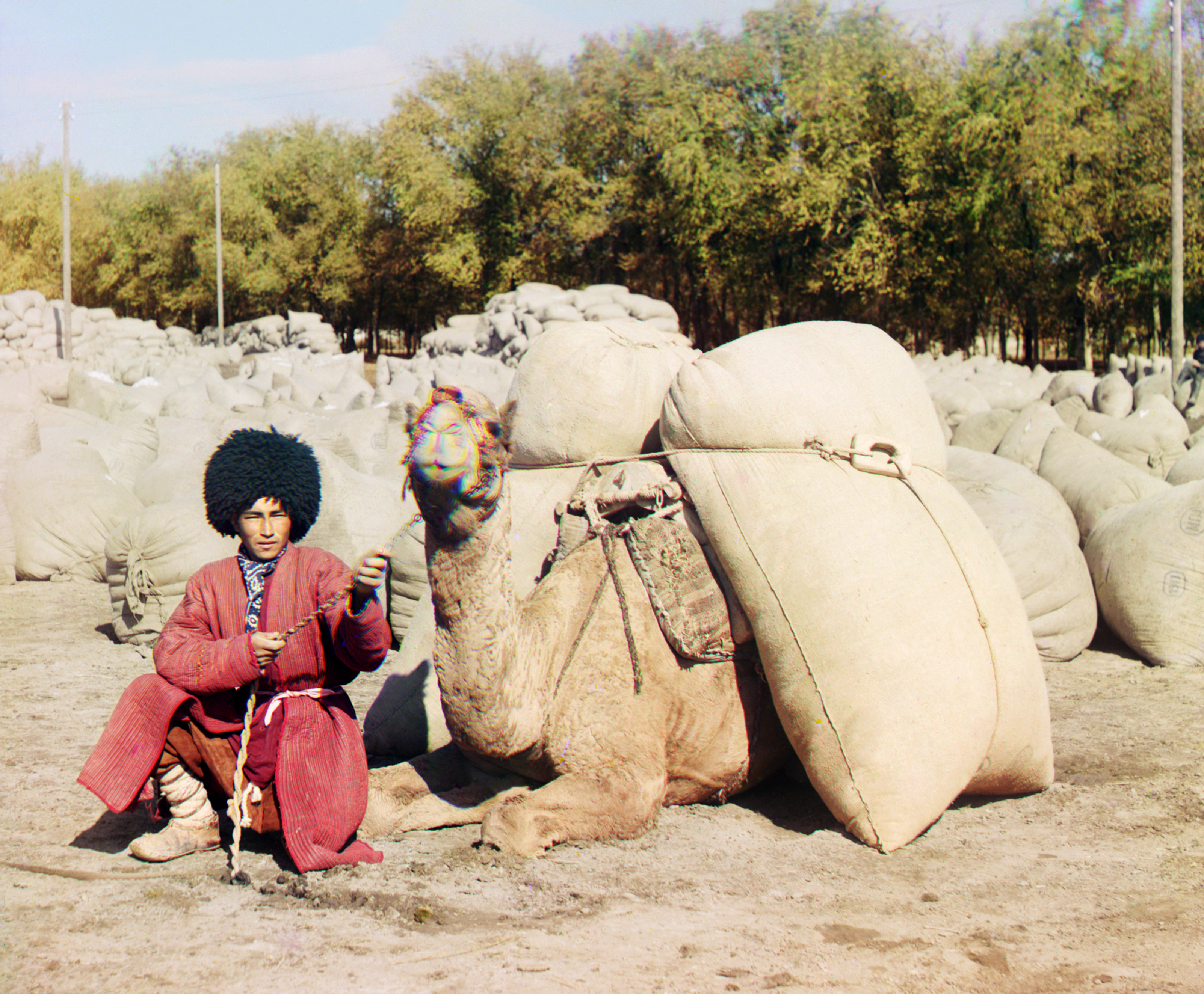
Một người Turkmen bản xứ trong trang phục truyền thống cùng con lạc đà của mình khoảng năm 1915